# Communication (Bunny Wailer)
Communication è un album di Bunny Wailer, pubblicato dalla Solomonic Records nel 2000. Il disco fu registrato nei seguenti studi: Anchor, Dynamic, I&I di Kingston (tutti in Jamaica), Echoes Sound Studio (Los Angeles, California, Stati Uniti).

## Tracce
1. Standing Ovation – 4:30 (Neville Livingston)
2. Legends – 3:53 (Neville Livingston)
3. Rockstone – 4:17 (Neville Livingston)
4. Against All Odds – 4:01 (Neville Livingston)
5. Genetic Order – 4:23 (Neville Livingston)
6. The Peoples Cup – 4:09 (Neville Livingston)
7. Almighty Is a Rappa – 4:39 (Neville Livingston)
8. Help Us Jah – 4:18 (Neville Livingston)
9. Bear the Cross – 5:43 (Neville Livingston)
10. Ethiopia – 3:43 (Neville Livingston (melodia tratta da Muriel di Alton & Eddie))
11. Reggae Converts – 4:10 (Neville Livingston)
12. Fiya Red – 5:15 (Neville Livingston)
13. Disarmament Speech – 4:12 (Neville Livingston)
14. Trigger Happy Kid – 3:32 (Neville Livingston)
15. Teeni Wappaz – 4:20 (Neville Livingston)
16. Stand in Love – 5:07 (Neville Livingston)
17. Millennium Rock – 3:37 (Neville Livingston)

## Musicisti
- Bunny Wailer - voce, percussioni, arrangiamenti
- Rudolph Bonito - chitarra, armonica
- Ernest Ranglin - chitarra
- Lebert Gibby Morrison - chitarra
- Danny Thompson - chitarra
- Keith Sterling - tastiere
- Earl Fitzsimmonds - tastiere
- Chris Meredith - tastiere
- Charmaine Bowman - tastiere
- Dean Fraser - strumenti a fiato
- Johnny Moore - strumenti a fiato
- The Solomonic Reggaestra - strumenti a fiato
- Michael Ashley - basso
- Ian Maskel - basso
- Carl Ayton - batteria
- Lloyd Knibbs - batteria
- Hugh Malcolm - batteria
- Harry T. Powell - percussioni
- Sky Juice - percussioni
- Bongo Herman - percussioni